# Surplis
Le surplis, du latin superpelliceum, c'est-à-dire qui se porte par-dessus le pelliceum ou tunique de peau, est un vêtement liturgique catholique de toile fine, dont les manches larges et la forme plus raccourcie le distinguent de l'aube.

## Histoire

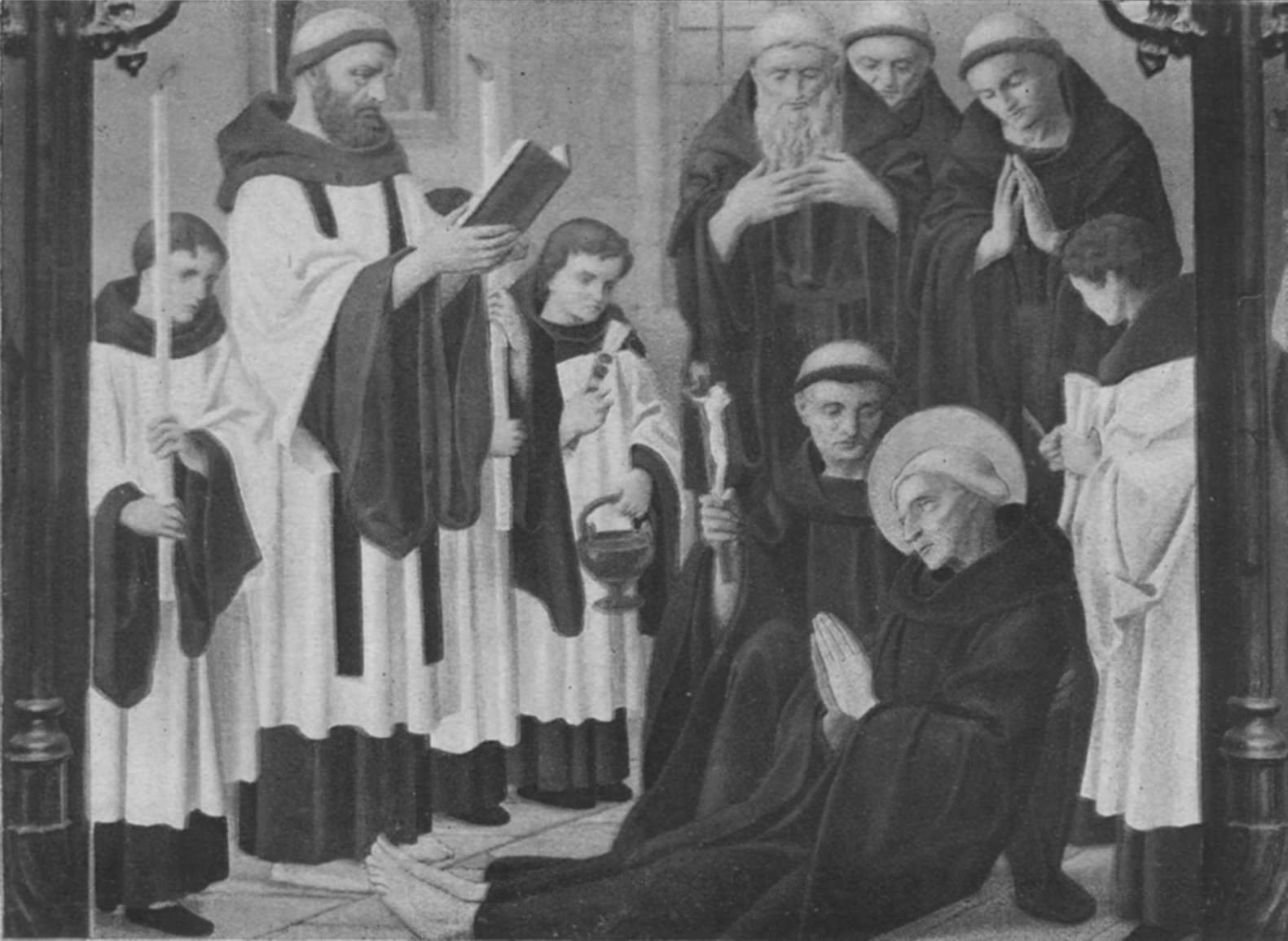
Un moine et des jeunes servants qui portent des surplis

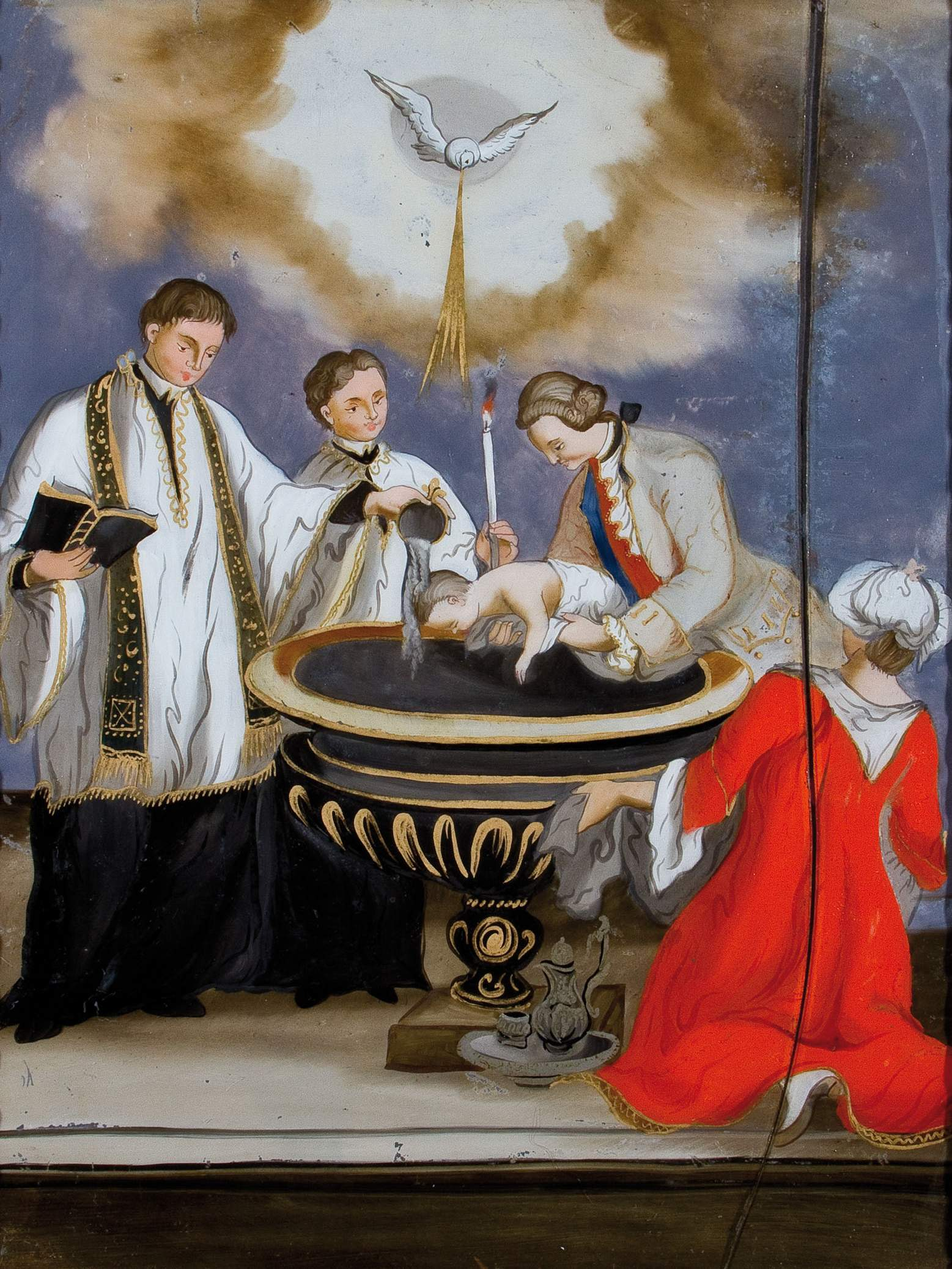
Prêtre revêtu de surplis qui baptise.

Le surplis apparaît en France et Angleterre comme habit de chœur déjà au XIe siècle mais pas avant le XIIe siècle en Italie. À partir du XIIIe siècle on l'employait aussi dans l'administration des sacrements. Le surplis, à l'origine de la même longueur que l'aube, il a été progressivement raccourci, jusqu'au point de ne pas atteindre même les genoux,.

## Règlements

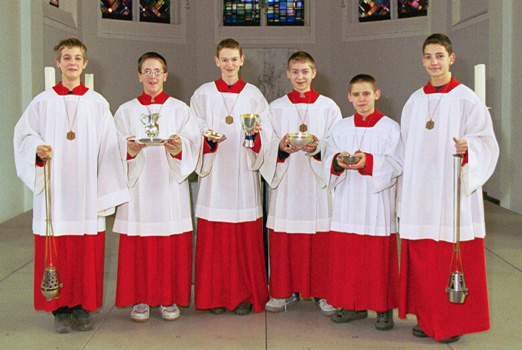
Servants d'autel revêtus du surplis.

Pour les évêques (et leurs équivalents en droit canonique), les cardinaux et certains prélats (les prélats supérieurs de la Curie romaine qui n'ont pas la dignité épiscopale, certains clercs de la Rote romaine, du Tribunal suprême de la Signature apostolique ou de la Chambre apostolique et les protonotaires apostoliques (de numero participantium) ont le rochet, avec ses manches étroites, comme vêtement de chœur, mais pour tous les autres membres du clergé séculier le vêtement de chœur correspondant est le surplis, même pour ceux qui ont obtenu les titres de chapelain de Sa Sainteté, prélat d’honneur — ou protonotaire apostolique surnuméraire.
Les prêtres et les diacres peuvent revêtir le surplis avec l'étole pour l'administration des sacrements, à l'exception de la messe et des autres actions sacrées en lien direct avec la messe, circonstances dans lesquelles « on ne peut pas remplacer l'aube par le surplis, même sur la soutane, lorsque l´on doit revêtir la chasuble ou la dalmatique, ou, selon les prescriptions, l´étole seule sans la chasuble ou la dalmatique » Le vêtement liturgique commun à tous les ministres de la messe est l'aube, mais acolytes, les lecteurs et les autres ministres laïcs peuvent la substituer par un autre vêtement approuvé par la conférence épiscopale».
Dans certains pays, comme la France, on préfère employer l'aube plutôt que le surplis dans l'administration des sacrements en dehors de la messe, surtout là où le clergé ne porte pas la soutane. L'usage de porter le surplis sans la soutane (par des laïcs) n'existe qu'en Pologne et dans les pays baltes.
Avant la réforme liturgique des années 1960, le surplis était également porté aux vêpres sous la chape. Les rubriques actuelles prévoient le port de l'aube pour le prêtre et le diacre aux vêpres. Sous le pluvial, les moines remplacent le surplis par l'aube avec cordon.

## Confection
À l'origine cousu dans de la toile, le surplis est généralement en coton, bien qu'on en trouve aussi en lin ou en polyester, voire un mélange de ces différents textiles. Il peut arborer, sans que cela soit toutefois systématique, des broderies plus ou moins riches et complexes.